# Ernest Roney
Ernest Roney   (Lambeth, 8 de juny de 1900 - Blyth, 23 de març de 1975) va ser un regatista anglès que va competir durant la dècada de 1920. Era germà dels també regatistes olímpics Margaret Roney i Esmond Roney..
El 1924 va prendre part en els Jocs Olímpics de París, on va guanyar la medalla de plata en la regata de 8 metres del programa de vela, a bord de l'Emily, junt a Edwin Jacob, Thomas Riggs, Walter Riggs i Harold Fowler. Quatre anys més tard, als Jocs d'Amsterdam, fou setè en la mateixa prova.